# São Domingos do Maranhão
São Domingos do Maranhão este un oraș în unitatea federativă Maranhão (MA), Brazilia.